# Laodike av Sameni
Laodice av Sameni, levde 92 f.Kr., var en drottning som regerade över en arabisk stam i början av sista århundradet f.Kr. 
Laodice regerade över en troligen nomadisk arabstam. Hennes namn Laodice är grekiskt, och var troligen inte hennes egentliga namn. Namnet på hennes stam, Sameni, har stavats på olika sätt. 
Laodice beskrivs av Josefus. År 92 f.Kr. sände hon en förfrågan om hjälp till den selukidiska kungen Antiochus X Eusebes för att be om militär hjälp mot Partien. Antiochos X biföll hennes begäran och företog ett krigståg mot parterna, under vilket han dog i strid.